# Metro de Abiyán
El metro de Abiyán (en francés: Métro d'Abidjan ) es una red de tránsito rápido de 37,5 kilómetros de extensión que dará servicio a Abiyán, la capital económica de Costa de Marfil. La construcción de la red comenzó en noviembre de 2017, con el inicio de operaciones previsto originalmente para 2023, pero desde entonces se ha retrasado al menos hasta 2025.
Inicialmente planeado como una única línea con 13 estaciones a cargo de Bouygues-Dongsan, un consorcio franco-coreano, desde entonces el proyecto se ha ampliado a una sola línea norte-sur de 20 estaciones, financiada totalmente por Francia y construida por tres consorcios franceses (Bouygues a través de sus filiales Bouygues Travaux Publics y Colas Rail, Alstom, y Keolis) tras la retirada de los socios surcoreanos en octubre de 2017.
Construido como un ferrocarril con tramos subterráneos y elevados para evitar túneles más costosos, sus trenes automatizados con un conductor presente en la cabina podrán circular a una velocidad máxima de 80 km/h y una frecuencia máxima de 2 minutos entre cada tren. Se espera que la línea 1 del metro de Abiyán transporte 500.000 pasajeros diariamente (180 millones al año). La construcción de la línea 1 costará 920.000 millones de francos CFA (1.700 millones de dólares estadounidenses), financiada íntegramente por Francia a través del Tesoro francés y la Agencia Francesa de Desarrollo .
En 2018 se reportó que el gobierno marfileño estaba planificando una segunda línea del metro en sentido este-oeste que iría desde Yopougon hasta Bingerville .

## Estaciones

### Línea 1
- Anyama Centre
- Anyama Sud
- Abobo Nord
- Abobo Intermédiaire
- Abobo Centre
- Abobo Banco
- Abobo Université
- Gare Internationale
- Adjamé Agban
- Adjamé Délégation
- Plateau Centre
- Plateau Lagune
- Treichville
- Treichville Hôpital
- Marcory Canal
- Marcory Centre
- VGE (Valéry Giscard d'Estaing)
- Akwaba
- Port-Bouët
- Aeropuerto Internacional Félix Houphouët-Boigny (Aérocité)